# Aspergillus parasiticus
Aspergillus parasiticus is een schimmel waarvan bekend is dat het een aflatoxine produceert, hoewel sommige stammen dit carcinogeen niet produceren. De schimmel kan soms op zwarte olijven worden gevonden.